# Веселый, Милош
Милош Веселый (чеш. Miloš Veselý, 6 мая 1972, Либерец) — чешский бобслеист, разгоняющий, выступал за сборную Чехии с 1997 года по 2010-й. Участник двух зимних Олимпийских игр, неоднократный победитель национального первенства, призёр различных этапов Кубка Европы.

## Биография
Милош Веселый родился 6 мая 1972 года в городе Либерец. Активно заниматься бобслеем начал в 1995 году, два года спустя в качестве разгоняющего присоединился к национальной команде и дебютировал на этапах Кубка мира. Из-за высокой конкуренции долгое время не мог пробиться в основной состав сборной и вынужден был выступать на менее значимых второстепенных соревнованиях вроде Кубка Европы. Через несколько лет всё-таки выбился в основу и стал ездить на крупнейшие международные старты, хотя в двадцатку сильнейших попадал далеко не всегда. Переломный момент в его карьере наступил в 2005 году, когда на этапе Кубка мира в швейцарском Санкт-Морице с четвёркой спортсмен занял неожиданно высокое для себя девятое место и впервые съездил на взрослый чемпионат мира — на трассе канадского Калгали среди четырёхместных экипажей был одиннадцатым (это лучший его результат на мировых первенствах).
Благодаря череде удачных выступлений Веселый удостоился права защищать честь страны на зимних Олимпийских играх 2006 года в Турине, где, тем не менее, в паре с Яном Кобианом финишировал лишь двадцать восьмым. В следующем олимпийском цикле выступал уже менее удачно, однако всё же был отобран на Олимпиаду 2010 года в Ванкувер, в составе четырёхместного экипажа опытного пилота Яна Врба расположился в итоге на шестнадцатой строке. Сразу после этих заездов Милош Веселый, которому на тот момент было уже 37 лет, принял решение завершить карьеру профессионального спортсмена, уступив место молодым чешским разгоняющим.